# Exploramer
El Exploramer es un museo situado en Sainte-Anne-des-Monts, en el área de la región administrativa de Gaspésie-Îles-de-la-Madeleine, en la provincia de Quebec al este de Canadá. El interior del edificio del museo incluye una gran cantidad de tanques que tienen  diferentes ecosistemas del río San Lorenzo. La experiencia del museo se centra principalmente en la presencia de grupos de contacto donde los visitantes están muy cerca con diferentes especies marinas. El origen del museo se remonta a 1995, cuando Charles-Eugène MP Marín fundó la institución conocida entonces como el "Centre Explorama Mer, Monts et Merveilles de la Gaspésie".